# Andy Duncan (Autor)

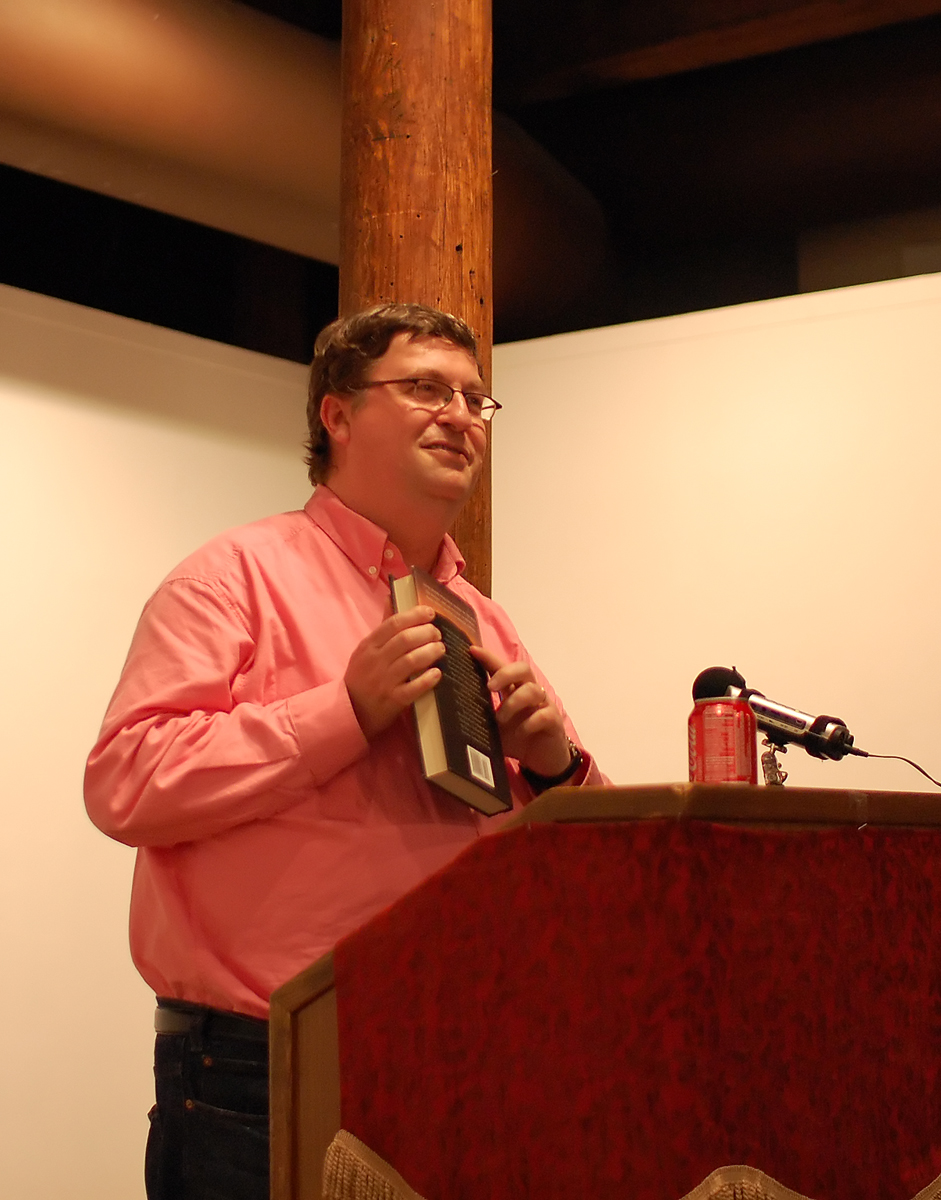
Andy Duncan, 2008

Andy Duncan (* 21. September 1964 in Batesburg-Leesville) ist ein US-amerikanischer Science-Fiction- und Fantasy-Schriftsteller, dessen Werke sich oft mit dem Süden der USA beschäftigen.

## Biografie
Duncan wurde in Batesburg-Leesville, South Carolina geboren und machte sein Abitur an der W. Wyman King Academy. Er machte seinen Abschluss in Journalismus an der University of South Carolina und arbeitete danach für sieben Jahre beim Greensboro News & Record, einer Lokalzeitung aus  Greensboro, North Carolina.
Er erhielt den Master of Arts für kreatives Schreiben an der North Carolina State University und den Master of Fine Arts der University of Alabama. 1994 nahm er am Clarion West Writers’ Workshop teil. 2008 wurde er als Professor für Englisch an der Frostburg State University in Frostburg angestellt. Seine Werke erschienen in mehreren Magazinen, wie Asimov’s Science Fiction, Realms of Fantasy, Weird Tales, SciFiction, und Escape Pod. Ebenso veröffentlichte er Gedichte, Essays, Buchbesprechungen und Kritiken. Momentan lebt er mit seiner Frau Sydney, Hunden und Katzen in Frostburg.
Er war von 2003 bis 2008 Chef der Literaturredaktion des Overdrive, einem Magazin für Trucker. 2004 war er Lehrer/Ausbilder im Clarion Workshop und 2005 im Clarion West.
Weiter gab er Vorlesungen und sprach auf Veranstaltungen wie zum Beispiel der International Conference on the Fantastic in the Arts, die jeden Frühling in Florida stattfindet.

## Auszeichnungen
- 2001: World Fantasy Award für The Pottawatomie Giant – Beste Kurzgeschichte
- 2001: World Fantasy Award für Beluthahatchie and Other Stories – Beste Sammlung
- 2002: Theodore Sturgeon Memorial Award für The Chief Designer
- 2013: Nebula Award für Close Encounters – Bester Kurzroman
- 2014: World Fantasy Award für Wakulla Springs – Bester Kurzroman (gemeinsam mit Ellen Klages)

## Werke

### Romane
- The Night Cache, 2009

### Storysammlungen
- Beluthahatchie and Other Stories, 2000
- The Pottawatomie Giant and Other Stories, 2011

### Herausgegebene Anthologien
- Crossroads: Tales of the Southern Literary Fantastic (gemeinsam mit F. Brett Cox), 2004

### Sachbücher
- Alabama Curiosities: Quirky Characters, Roadside Oddities & Other Offbeat Stuff, 2005

### Kurzgeschichten
- The Pottawatomie Giant, 2001